# Boabom
Boabom is een Tibetaanse vechtkunst; het is vorm van zelfverdediging, meditatie en actieve ontspanning. Het belangrijkste doel van de bewegingen is verhoging van het bewustzijn van het lichaam en het verkrijgen van een optimale staat van gezondheid, energie en vitaliteit. Boabom vindt zijn oorsprong in de voor-boeddhistische tijd in Tibet.
Er zijn verschillende aspecten waardoor boabom verschilt van andere bewegingssystemen. In boabom worden ketens gemaakt van in moeilijkheidsgraad oplopende bewegingen gemaakt die stap voor stap worden aangeleerd. Binnen boabom wordt onderscheid gemaakt tussen drie verschillende takken of beoefeningswijzen:
Boabom of beenachtige boabomDeze tak wijdt zich aan het aanleren en beoefenen van bewegingen voor het vergroten van snelle reacties, beweeglijkheid, zelfbeheersing, balans, snelheid, precieze reflexen, spontaneïteit, ademhaling en concentratie. De bewegingen worden in een voortgaande keten beoefend, waarbij elke nieuwe beweging gelinkt is aan de vorige.
Seamm-Jasani of zachtaardige boabomDit is een kalmer systeem dat bestaat uit langzamere en vloeiende oefeningen die coördinatie en balans verbeteren en helpen evenwicht in lichaam en geest te brengen met behulp van bewegings- en ademhalingstechnieken
YaanbaoDeze tak maakt gebruik van werktuigen, zoals verschillende stokken die in lengte en vorm verschillen als een verlenging van het lichaam. Hierbij gaat het om perfectie van de beweging en vastheid.